# Sannantha pinifolia
Sannantha pinifolia là một loài thực vật có hoa trong Họ Đào kim nương. Loài này được (Labill.) Peter G.Wilson mô tả khoa học đầu tiên năm 2007.